# ヴァルファッブリカ
ヴァルファッブリカ（伊: Valfabbrica）は、イタリア共和国ウンブリア州ペルージャ県にある、人口約3,200人の基礎自治体（コムーネ）。

## 地理

### 位置・広がり

#### 隣接コムーネ
隣接するコムーネは以下の通り。
- アッシージ
- グアルド・タディーノ
- グッビオ
- ノチェーラ・ウンブラ
- ペルージャ

### 気候分類・地震分類
ヴァルファッブリカにおけるイタリアの気候分類 (it) および度日は、zona D, 2084 GGである。
また、イタリアの地震リスク階級 (it) では、zona 2 (sismicità media) に分類される。

## 行政

### 分離集落
ヴァルファッブリカには、以下の分離集落（フラツィオーネ）がある。
- Casacastalda, Giomici, Monteverde

## 姉妹都市
- グロイセンハイム、ドイツ - 1995年
- Venelles、フランス